# Língua koyra chiini
A língua koyra chiini (em koyra chiini: كࣷيْرَ ٺِينِ / AFI: [kojra tʃiːni], figurativamente "língua da cidade"), também conhecido como songai ocidental, é uma língua pertencente ao ramo songai da família nilo-saariana, falada pelo grupo étnico bozo presente nas regiões do rio Níger em Tombuctu e rio acima nas cidades de Diré, Tonka, Goundam e Niafunké, bem como na cidade saariana de Araouane ao norte.
O koyra chiini, com aproximadamente 200 mil falantes,[carece de fontes?] é considerado severamente ameaçado pela UNESCO devido ao declínio no número de falantes e à redução da transmissão para as novas gerações. Fatores como migração, urbanização e a predominância de outras línguas regionais contribuem para essa vulnerabilidade. Apesar disso, a língua apresenta uma notável homogeneidade e pode ser vista como um grupo abrangente de variantes dialetais.
As línguas songais são classificadas de acordo com o sistema desenvolvido por Robert Nicolaï, no qual foi amplamente dividida com base em direções cardeais, incluindo songai do norte, do sul, central, oriental, do leste e ocidental. Esta última categoria refere-se ao koyra chiini, uma língua que apresenta variações dialetais como zarma, koyraboro senni, kaado e djenné chiini. Historicamente, o koyra chiini se desenvolveu no contexto da expansão do Império Songai, que controlou importantes cidades como Gao e Hombori. No entanto, a invasão marroquina no final da Idade Média levou ao colapso do império, marcando o fim do domínio Songai.
Ao contrário da maioria das línguas songais, o koyra chiini não possui tons fonêmicos. Além disso, sua ordem de palavras segue a estrutura sujeito-verbo-objeto (SVO), diferindo do padrão sujeito-objeto-verbo (SOV) encontrado em outras línguas da família. A língua também se caracteriza por ser uma morfologia simples e tradicionalmente uma língua ágrafa, buscando padronizar sua escrita com o alfabeto latino e o árabe.

## Etimologia
O termo koyra chiini significa, literalmente, "língua da cidade" em português, no qual koyra (كࣷيْرَ, [kojra]) significa "cidade" e chiini (ٺِينِ, [tʃiːni]) significa "língua".
A etimologia de koyra chiini não se refere ao amplo grupo etnolinguístico de falantes da língua songai como um todo, mas sim a grupos sociais e castas dentro dessa sociedade. Entre esses grupos estão os maiga, cissé, touré, sorko e griots, que historicamente desempenharam ocupações específicas relacionadas ao desenvolvimento das cidades ao longo do rio Níger. Além disso, cada casta preservou ritos e costumes próprios, que contribuíram para a organização social e cultural da região. Nesse contexto o termo "songai " surgiu como um exônimo utilizado por falantes de outras línguas para se referir ao koyra chiini, que é o endônimo da língua. Essa denominação reflete a ampla presença de falantes do koyra chiini nas regiões que integraram o Império Songai.

## Distribuição
O koyra chiini é uma variedade da língua songai falada principalmente no Mali, ao longo do rio Níger, em cidades como Tombuctu, Diré, Tonka, Goundam e Niafunké, além da localidade de Araouane, ao norte. Em 1999, estimava-se que a língua contava com aproximadamente 200.000 falantes nativos. Embora sua presença seja predominante no Mali, pode haver falantes em comunidades menores em países próximos como Benin, Níger e Burquina Fasso, além das regiões desérticas do sul do Saara, no Níger. Alguns falantes também são encontrados na Nigéria, entre falantes de dendi na cidade de Salaga, em Gana, bem como em algumas vilas do Sudão e ao redor do oásis de Tabelbala, no sudoeste da Argélia. No entanto, esses países não possuem um número significativo de falantes nativos. Em 1986 o koyra chiini era cerca de 80% das línguas nativas em Tombuctu

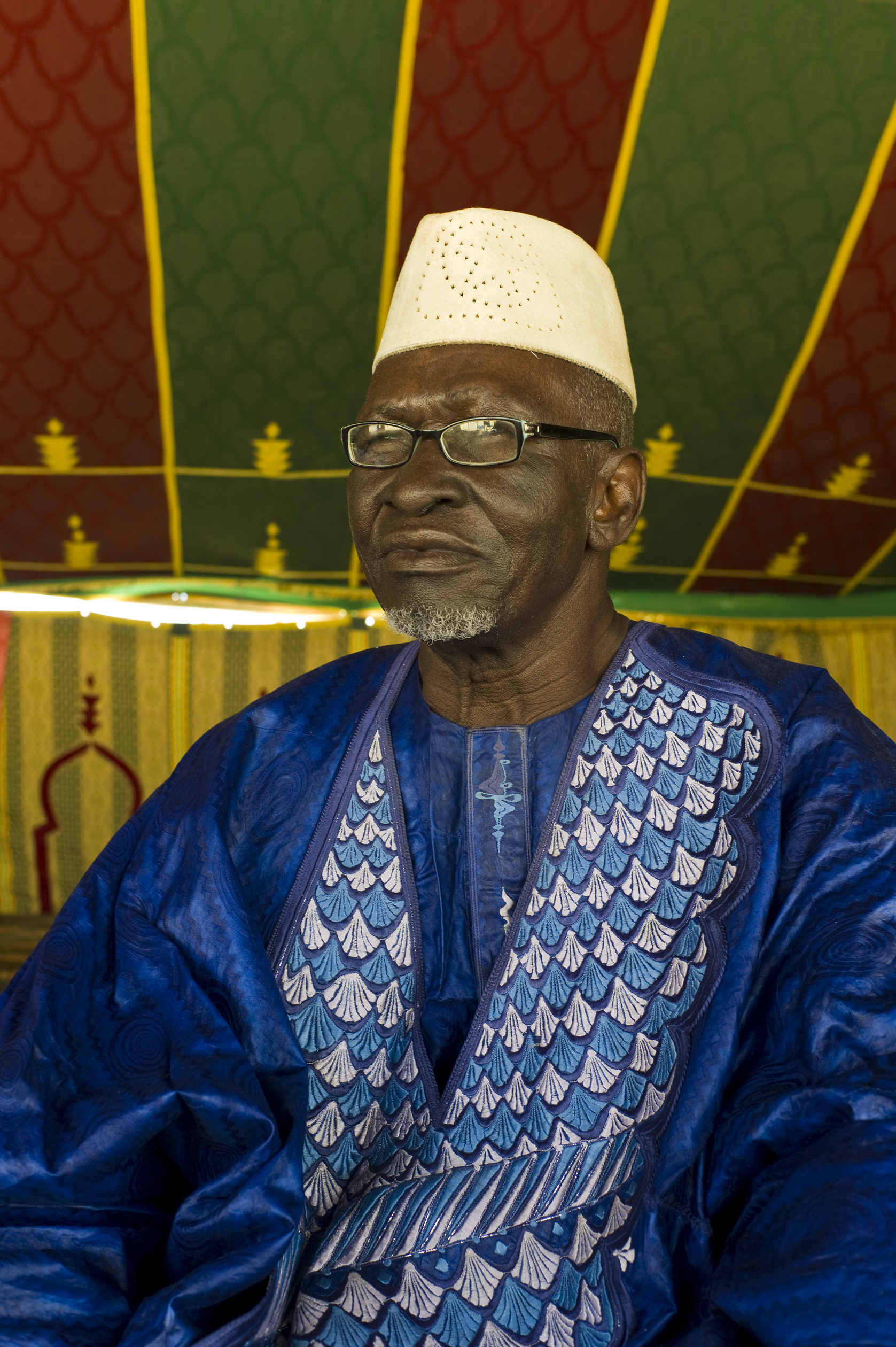
Senhor de origem songai do Máli, 2012

O deserto do Saara, ao norte, atua como uma barreira natural que limita a expansão da língua para essas regiões áridas e pouco habitadas. Além disso, a dispersão das comunidades falantes influencia a transmissão intergeracional do idioma, principalmente em áreas em que há a diminuição no número de crianças que aprendem o idioma, devido à influência crescente do francês (por serem ex-colônias francesas) e de outras línguas regionais.

### Dialetos
A língua koyra chiini e sua relação entre os diferentes dialetos pode ser descrita por meio de subgrupos geográficos e filogenéticos. A lingua faz parte da família nilo-saariana e das línguas songais, que incluem:
- O songai do sul que engloba os dialetos mais falados e amplamente distribuídos ao longo do rio Níger, funcionando como línguas regionais de comunicação. Ele se divide em três subgrupos principais: songai oriental, central e ocidental.

- O songhai do norte que representa dialetos mais isolados geograficamente e que sofreram maior influência de línguas berberes e árabes.

- O grupo nômade que abrange dialetos falados por comunidades nômades e fortemente influenciados pelas línguas berberes e tamaxeque (tuaregue)
| Songai do sul | Songai oriental                  | koyraboro senni                  | ŋaa   |
| Songai do sul | Songai oriental                  | zarma                            | ŋwă   |
| Songai do sul | Songai central                   | honbori senni                    | ŋà:   |
| Songai do sul | Songai central                   | tondi soŋay                      | w̃ă:   |
| Songai do sul | Songai central                   | dendi                            | ŋwáà  |
| Songai do sul | Songai ocidental                 | koyra chiini                     | ŋaa   |
| Songai do sul | Equivalente em língua portuguesa | Equivalente em língua portuguesa | comer |

### Línguas relacionadas
O koyra chiini é a língua dominante e a língua franca ao longo do rio Níger, especialmente na região de Tombuctu, Mali. Ele desempenha um papel central na comunicação interétnica, sendo utilizado no comércio, na administração local e em interações cotidianas entre diferentes grupos étnicos da região. Embora seja a língua mais falada nesse contexto, o koyra chiini se relaciona com outras línguas importantes, como o árabe hassani, o tamasheq e o fulfulde.
| Koyra chiini                     | aru     |
| Árabe hassaniya                  | rajulin |
| Tamasheq                         | aden    |
| Fulfulde                         | worbe   |
| Equivalente em língua portuguesa | homem   |

|  | Língua koyraboro senni |
|  |                        |
|  | Língua kaado           |
|  |                        |
|  | Língua zarma           |
|  |                        |

|  | Língua humburi senni       |
|  |                            |
|  | Língua tondi songway kiini |
|  |                            |
|  | Língua dendi               |
|  |                            |

|  | Língua koyra chiini |
|  |                     |

|  | Língua koyraboro senni |
|  |                        |
|  | Língua kaado           |
|  |                        |
|  | Língua zarma           |
|  |                        |

|  | Língua humburi senni       |
|  |                            |
|  | Língua tondi songway kiini |
|  |                            |
|  | Língua dendi               |
|  |                            |

|  | Língua koyra chiini |
|  |                     |

|  | Língua tasawaq  |
|  |                 |
|  | Língua korandje |
|  |                 |

|  | Língua tadaksahak |
|  |                   |
|  | Língua tagdal     |
|  |                   |

|  | Língua koyraboro senni |
|  |                        |
|  | Língua kaado           |
|  |                        |
|  | Língua zarma           |
|  |                        |

|  | Língua humburi senni       |
|  |                            |
|  | Língua tondi songway kiini |
|  |                            |
|  | Língua dendi               |
|  |                            |

|  | Língua koyra chiini |
|  |                     |

|  | Língua koyraboro senni |
|  |                        |
|  | Língua kaado           |
|  |                        |
|  | Língua zarma           |
|  |                        |

|  | Língua humburi senni       |
|  |                            |
|  | Língua tondi songway kiini |
|  |                            |
|  | Língua dendi               |
|  |                            |

|  | Língua koyra chiini |
|  |                     |

|  | Língua tasawaq  |
|  |                 |
|  | Língua korandje |
|  |                 |

|  | Língua tadaksahak |
|  |                   |
|  | Língua tagdal     |
|  |                   |

## História
O Império Songai (c. 1460 - 1591 d.C.) foi um dos mais importantes da África Ocidental, sucedendo o Império de Mali e controlando vastas áreas ao longo do rio Níger, incluindo cidades-chave como Tombuctu, Gao e Jené. Sua ascensão foi impulsionada pela expansão territorial iniciada pelo rei Suni Ali e consolidada por Ásquia Maomé I, que fortaleceu o exército e ampliou as fronteiras do império. No entanto, o declínio ocorreu devido a disputas internas, a ocorrência de sucessões instáveis e, por fim, a invasão marroquina em 1591, que marcou o colapso do império.
A língua koyra chiini está diretamente ligada a essa história, pois emergiu e se desenvolveu dentro desse contexto imperial. Como língua predominante em Tombuctu, centro cultural e comercial do império, o koyra chiini consolidou-se como língua franca na região, facilitando a comunicação entre diversos grupos étnicos do império, como os songai, mandê, fulas, mossi e tuaregues. Sua estrutura e vocabulário refletem essa interação multicultural, incorporando influências das línguas mandês, afro-asiáticas e berberes devido ao intenso contato comercial e político ao longo dos séculos.
Mesmo após a queda do Império Songai, o koyra chiini manteve sua relevância na região, sendo falado até hoje, especialmente ao longo do rio Níger, preservando vestígios da rica herança linguística e histórica da civilização Songai.

### Proto-songai e koyra chiini
O proto-songai é a forma ancestral reconstruída das línguas songais, pertencente à família nilo-saariana. A evidência linguística mostra que o songai compartilha um número significativo de lexemas básicos com línguas nilo-saarianas geograficamente distantes, diferenciando-o das línguas afro-asiáticas e nigero-congolesas. No entanto, o songai sofreu forte influência externa, especialmente do mande, berbere e até do saariano, indicando uma longa história de contato linguístico.
O koyra chiini faz parte do subgrupo songai do sul e reflete características do proto-songai, mas também incorpora mudanças diacrônicas devido ao contato linguístico, sendo elas, a mudança na ordem das palavras (proto-songai tinha uma ordem SOV (Sujeito-Objeto-Verbo), como outras línguas nilo-saarianas, no entanto, o koyra chiini mudou para uma estrutura SVO (Sujeito-Verbo-Objeto), aproximando-se de padrões observados em línguas mandê e berberes) e a simplificação gramatical (koyra chiini tem menos morfologia flexional do que outras línguas songais, essa simplificação pode ter ocorrido devido ao contato prolongado com falantes de outras línguas, tornando a gramática mais acessível para a comunicação em um ambiente multicultural).

### História da documentação

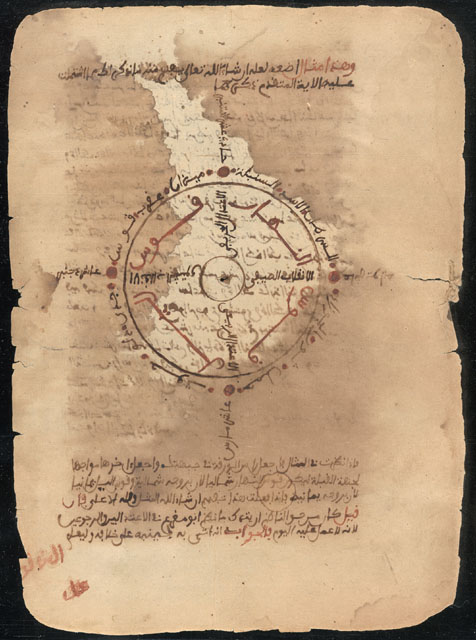
Manuscrito Kashf al-Ghummah fi Nafa al-Ummah de Tombuctu

Os primeiros registros escritos do koyra chiini estão relacionados aos manuscritos de Tombuctu, que contêm textos em árabe e, em menor escala, em línguas locais, incluindo o songai. Esses manuscritos remontam ao fim do século XIII e ao início do XX e abrangem uma ampla variedade de assuntos, incluindo matemática, astronomia, medicina, literatura, filosofia, e muitos na forma de tratados islâmicos e documentos administrativos. Embora a maioria tenha sido redigida em árabe, algumas notas marginais e anotações revelam elementos do koyra chiini, indicando um uso prático da língua na escrita.
O primeiro estudo sistemático do koyra chiini foi realizado por pesquisadores franceses durante o período colonial no século XIX e início do XX. Exploradores e administradores coloniais franceses documentaram a língua em relatórios etnográficos, mas a primeira gramática acadêmica detalhada foi produzida por Jeffrey Heath em 1998, intitulada "A Grammar of Koyra Chiini", que descreve sua fonologia, morfologia e sintaxe.
O koyra chiini também tem ganhado espaço no ambiente digital. Alguns sites e projetos promovem seu uso e aprendizado, como o aplicativo "Koyra Chiini, Songhay Bible", fornecendo uma tradução da Bíblia para o idioma koyra chiini.

### História do ensino
Historicamente, a transmissão do koyra chiini ocorreu principalmente de forma oral, passada entre gerações por meio do convívio social, narrativas, canções e práticas cotidianas. A educação tradicional na região songai estava amplamente ligada às madraças islâmicas, e os estudos religiosos e discussões frequentemente ocorriam em koyra chiini. Durante o período colonial francês, a educação formal na região foi majoritariamente conduzida em francês, que depois, com a independência do Mali, houve um crescente interesse em valorizar e promover as línguas nacionais, incluindo o koyra chiini.

Nos últimos anos, o avanço da tecnologia e da internet tem permitido maior acesso a recursos educacionais sobre o koyra chiini.

## Fonologia

### Consoantes
A língua koyra chiini conta com 22 consoantes, e que algumas das principais propriedades do sistema consonantal incluem: influência da palatalização e adaptações fonéticas, consoantes nasais, processos de assimilação e empréstimos linguísticos.
|             | Bilabial | Labiovelar | Labiodental | Alveolar | Pós-Alveolar | Palatal | Velar   | Glotal |
| ----------- | -------- | ---------- | ----------- | -------- | ------------ | ------- | ------- | ------ |
| Plosiva     | p ⓘ b ⓘ  |            |             | t ⓘ d ⓘ  |              |         | k ⓘ ɡ ⓘ |        |
| Nasal       | m ⓘ      |            |             | n ⓘ      |              | ɲ ⓘ     | ŋ ⓘ     |        |
| Fricativa   |          |            | f ⓘ         | s ⓘ z ⓘ  | ʃ ⓘ ʒ ⓘ      |         | x ⓘ     | h ⓘ    |
| Aproximante |          | w ⓘ        |             |          |              | d͡ʒ ⓘ    |         |        |
| Lateral     |          |            |             | l ⓘ      |              |         |         |        |
| Vibrante    |          |            |             | r ⓘ      |              | t͡ʃ ⓘ    |         |        |

No koyra chiini, os fonemas consonantais menores são: o /p/, presente principalmente em palavras emprestadas do francês ou de outras línguas; o /š/, que representa uma palatalização de /s/ antes de /i/ e /e/; o /x/, que alguns falantes adaptam como [h] ou [k]; o /z/ e o /ž/, que ocorrem em empréstimos árabes e franceses; e o [ŋ], que muitas vezes resulta de uma assimilação superficial de n seguido de uma parada velar, como em /hiŋ͜ ka/ "ser capaz de". Além disso, [ŋ] pode ser usado antes de vogais, como em /ŋaa/ "comer".
O fonema consonantal /r/ tende fortemente a assimilar totalmente a um alveolar seguinte, como nas palavras: /njeer͜ di/ "o antílope" e /yer͜ ta/ "nós".
Nesta língua o /y/ é considerado como uma consoante que tende fortemente a assimilar-se a um palatal seguinte como em /ay͜ jur/ "eu corri".
A assimilação paralela envolvendo /w/ se aplica antes de um labial, como em /čirow͜-bii/ "pássaro - preto".

### Vogais
O inventário de vogais do koyra chiini, é caracterizado pela distinção entre vogais orais e nasalizadas.
As vogais orais são curtas sendo /a/, /e/, /i/, /o/, /u/, e suas contrapartes longas são /aa/, /ee/, /ii/, /oo/, /uu/.

Já as vogais nasais são representadas com o (~), como em /hãã/ "perguntar" e /kõkur/ "competição".
|             | Anterior | Posterior |
| ----------- | -------- | --------- |
| Fechada     | i ⓘ y ⓘ  | u ⓘ       |
| Semifechada | e ⓘ      | o ⓘ       |
| Aberta      | a ⓘ      |           |

Radicais com vogal nasalizada no final da palavra são seguidas por "di" que indica que a palavra está sendo especificado ou definido dentro da frase, como por exemplo /kuraan di/ "a eletricidade" e /milyon di/ "o milhão".

Já palavras terminadas com consoante nasal explícita, sendo o n ou m, e que seja suficientemente definido por si só, são relativamente estáveis, ou seja, não sofrem elisão ou mudanças fonéticas significativas.
Uma complicação adicional é que um ditongo ey é frequentemente nasalizado foneticamente para [ɛ̃j] após m, como em mey [mɛ̃j] 'ter'.

#### Ditongo
No koyra chiini, os ditongos podem ser nucleado longo ou nucleado curto, e são formados por uma vogal seguida de uma semivogal (y ou w) dentro da mesma sílaba, podendo ocorrer antes de uma consoante ou no final da palavra. Apenas certas combinações são permitidas, o que sugere que os ditongos funcionam como quase unidades fonológicas. Todos os ditongos na língua são ascendentes (vogal seguida por semivogal). Os ditongos com núcleo vocálico curto mais comuns e bem estabelecidos, encontrados no final de substantivos e verbos, incluem: oy, ew, ey, ay, ow, aw. Porém o ditongo aw é visto geralmente após o h (haw).
Os ditongos iw e uy são raros no koyra chiini, mas possuem um núcleo alto. O ditongo iw é atestado na palavra /čiwsi/ ("sacrificial") e o ditongo uy na palavra /namaŋuy/ ("sapo-boi")

### Tons
O koyra chiini não possui tons lexicais ou gramaticais, exceto em algumas palavras emprestadas do bambara. A tônica não tem valor fonêmico, ou seja, não altera o significado lexical ou gramatical. Embora a tônica não seja fonêmica, palavras multissilábicas tendem a ter tônica reduzida nas sílabas finais. Em contextos como pré-pausa ou no final de frases, sílabas com vogais finais longas podem ser ouvidas como átonas e com vogal curta. A duração das vogais finais, em muitos casos, é mais precisa quando se adiciona um morfema gramatical, como a definição di para substantivos. Além disso, muitos morfemas gramaticais funcionam como clíticos (proclíticos ou enclíticos), especialmente em construções com verbos e substantivos. A clitização, em particular, é mais evidente com pronomes pós-verbais e preposições pronominais, onde podem ocorrer formas especiais em posições pós-verbais, contrastando com formas regulares em posições focais ou preverbal.

### Transformações fonológicas
No koyra chiini o /b/ no final de palavra é raro e muitos casos antigos o b foi mudado para w, ou pelo menos possuem uma variante com w. Quando a sequência final é /ab/, a mudança de b para w também envolve um arredondamento e elevação parcial da vogal a para o (exceto após h), devido a restrições em ditongos, como /assabab/ - /assabow/ ("causa").
No koyra chiini, ocorre a mudança de z para j [dʒ]. Exemplos dessa mudança incluem: /zaari/ - /jaari/ ("dia")
Muitas raízes no koyra chiini agora apresentam c (que reflete o antigo k) ou j (que reflete o antigo g). Isso ocorreu devido à palatalização (e africação) do velar antes das vogais frontais i ou e, um processo ainda válido sincronicamente. Exemplos incluem /taači/ - /taaki/ ("quatro") e /jiji/ - /jigi/ ("subir")

## Ortografia
O sistema de escrita do koyra chiini utiliza tanto o alfabeto árabe quanto o alfabeto latino. O alfabeto latino é composto por 33 caracteres, incluindo 22 consoantes e 11 vogais (com o y sendo tratado como vogal).
Abaixo, estão dispostos os caracteres do alfabeto koyra chiini em suas versões árabe e latina, acompanhados das respectivas representações fonéticas e explicações de pronúncia:
| Árabe | Latim | Fonema AFI | Aproximação     |
| ----- | ----- | ---------- | --------------- |
| ي     | Y y   | /y/        | ioga            |
| ݠ     | P p   | /p/        | pato            |
| ب     | B b   | /b/        | boca            |
| م‎     | M m   | /m/        | martelo         |
| و‎     | W w   | /w/        | quase           |
| ڢ     | F f   | /f/        | faca            |
| ت     | T t   | /t/        | tirar           |
| د‎     | D d   | /d/        | dor             |
| ن     | N n   | /n/        | negócio         |
| ص     | S s   | /s/        | simples         |
| ز‎     | Z z   | /z/        | zebra           |
| ل     | L l   | /l/        | limpo           |
| ر‎     | R r   | /r/        | carioca         |
| ش‎     | Š š   | /ʃ/        | chave           |
| ژ     | Ž ž   | /ʒ/        | jovem           |
| ࢩ     | Ñ ñ   | /ɲ/        | manhã           |
| ج‎     | J j   | /d͡ʒ/       | jump, em inglês |
| ٺ     | Č č   | /t͡ʃ/       | tchau           |
| ك     | K k   | /k/        | queijo          |
| ݝ     | G g   | /g/        | galo            |
| ݗ     | Ŋ ŋ   | /ŋ/        | inglês          |
| خ‎     | X x   | /x/        | erro            |
| ه‎     | H h   | /h/        | high, em inglês |

| Árabe | Árabe (vogais no início) | Latim | Fonema AFI | Aproximação                         |
| ----- | ------------------------ | ----- | ---------- | ----------------------------------- |
| ◌َ     | اَ                        | a     | /a/        | paz                                 |
| ◌ٜ     | اٜ                        | e     | /e/        | mês                                 |
| ◌ِ     | اِ                        | i     | /i/        | quis                                |
| ◌ࣷ     | اࣷ                        | o     | /o/        | dois                                |
| ◌ُ     | اُ                        | u     | /u/        | urso                                |
| ا◌َ    | آ                        | ā     | /aː/       | lá (prolongamento, ênfase)          |
| يـ◌ٜ   | اٜيـ                      | ē     | /eː/       | vêem                                |
| يـ◌ِ   | اِيـ                      | ī     | /iː/       | viu (prolongamento, expressividade) |
| و◌ࣷ    | اࣷو                       | ō     | /oː/       | gol (grito de gol)                  |
| و◌ُ    | اُو                       | ū     | /uː/       | Jura? (pergunta com surpresa)       |

O koyra chiini segue a direção de escrita do sistema utilizado:
-Alfabeto latino: Escrito de forma horizontal, partindo da esquerda para a direita, como no português e no inglês.

-Alfabeto árabe: Escrito de forma horizontal, mas partindo da direita para a esquerda, seguindo a convenção do árabe clássico.

### Regras ortográficas
No koyra chiini utilizamos o ['] quando há uma parada glotal como em /daa'iman/ 'nunca'.
Palavras multissilábicas tendem a apresentar redução da tonicidade fonética (em intensidade, tom e duração vocálica) nas sílabas finais, especialmente nas estruturas CV. Até mesmo sílabas finais CVV em raízes polissilábicas frequentemente soam como vogais breves e átonas [CV] em contextos pré-pausa ou no final de frases sintáticas. Para avaliar com precisão o comprimento dessas vogais finais, é comum adicionar um formativo gramatical, como o marcador definido di nos substantivos.
O morfema de plural /yo/ (com a variante ye quando não ocorre no final da frase) aparece após raízes lexicais (substantivos e adjetivos), o demonstrativo woo e o marcador definido di em um sintagma nominal completo. Ele não é usado imediatamente após numerais ou outros quantificadores.
O plural yo também não é utilizado diretamente após pronomes pessoais plurais; no entanto, se o demonstrativo woo for adicionado ao pronome, o morfema de plural é incluído, como em /yer/ 'nós' (nunca /yer yo/), mas /yer woo yo/ 'nós aqui'. O marcador yo precede partículas de função discursiva e posposições, sendo frequentemente realizado como ye antes de posposições.
O sistema de focalização do koyra chiini faz uma distinção clara entre o foco no sujeito gramatical e outros tipos de foco na frase. Quando o sujeito é o elemento em destaque, utiliza-se o morfema ŋga, que é inserido entre o sintagma nominal do sujeito e o restante da oração, sinalizando explicitamente a ênfase no sujeito.

### História da escrita
Historicamente, o Koyra Chiini utiliza dois sistemas de escrita: o alfabeto latino e o alfabeto árabe (Ajami).
Alfabeto Latino: O alfabeto latino para o koyra chiini foi padronizado pela Direção Nacional de Alfabetização Funcional e Linguística Aplicada (DNAFLA) do Mali. Este alfabeto é composto por 33 letras, incluindo 22 consoantes e 11 vogais. As vogais são: A, E, I, O, U, e suas formas longas correspondentes: Aa, Ee, Ii, Oo, Uu. A letra 'Y' é considerada uma vogal. As consoantes incluem letras como B, D, F, G, H, J, K, L, M, N, P, R, S, T, W, X, Z, além de caracteres especiais como Ñ (ñ), Č (č), Ɲ (ɲ), Ŋ (ŋ), Š (š) e Ž (ž). 

Alfabeto Árabe: O koyra chiini também é escrito utilizando o alfabeto árabe adaptado. Este sistema foi padronizado em 1987 durante um encontro em Bamaco, conforme relatado pela UNESCO. No alfabeto árabe para koyra chiini, as vogais são representadas por sinais diacríticos, enquanto as consoantes correspondem às letras árabes modificadas para se adequar aos sons específicos da língua. Por exemplo, letras como (ب) representam 'B', (ت) para 'T', (ج) para 'J', e assim por diante. Além disso, sons específicos como 'Ɲ' (ɲ) e 'Ŋ' (ŋ) possuem representações dedicadas no alfabeto árabe adaptado.

## Gramática
A gramática do koyra chiini apresenta características que o distinguem dentro da família de línguas songais. A língua segue uma ordem de palavras sujeito-verbo-objeto (SVO), semelhante ao português e a outras línguas amplamente faladas. No entanto, há aspectos únicos em sua estrutura gramatical, incluindo o uso de clíticos, a ausência de tons fonêmicos e um sistema de marcação plural específico.

### Artigo
Em koyra chiini, não há uma forma específica para indicar quantificação existencial, como o artigo indefinido inglês (a, an) ou some. O numeral /foo/ ("um") pode funcionar como artigo indefinido ao introduzir um novo referente singular no discurso (/boro foo/ = "uma pessoa"), mas seu uso é opcional e mantém um valor numérico.

O morfema definido /di/ em koyra chiini funciona como o artigo definido em inglês (the). Ele aparece após substantivos, adjetivos, numerais e demonstrativos (woo), como em /woo di/ ("aquele"). No entanto, di precede o marcador plural yo, marcadores de função discursiva e posposições.

### Pronomes

#### Pronomes pessoais
O koyra chiini possui categorias morfologicamente distintas de pronomes pessoais, incluindo:
1Sg – 1ª pessoa do singular (eu)

1Pl – 1ª pessoa do plural (nós)

2Sg – 2ª pessoa do singular (você)

2Pl – 2ª pessoa do plural (vocês)

3Sg – 3ª pessoa do singular (ele/ela)

3Pl – 3ª pessoa do plural (eles/elas)

3SgF – 3ª pessoa do singular (forma completa)

3PlF – 3ª pessoa do plural (forma completa)

3ReflSg – pronome reflexivo singular (ele mesmo, ela mesma)

3ReflPl – pronome reflexivo plural (eles mesmos, elas mesmas)

Não há distinções de gênero ou classe de substantivo na formação dos pronomes. Além disso, os rótulos S (sujeito) e O (objeto) são usados para indicar a função do pronome na frase, como em 3SgO (ele/ela – objeto). A maioria dos pronomes tem formas invariáveis, mas os pronomes de 3ª pessoa singular e plural possuem formas morfologicamente distintas para o objeto.
| Categoria | somente S | S=O             | somente O |
| --------- | --------- | --------------- | --------- |
| 1Sg       | ay        |                 | ey        |
| 1Pl       |           | yer             |           |
| 2Sg       |           | ni              |           |
| 2Pl       |           | wor ~ war       |           |
| 3Sg       | a         |                 | ga        |
| 3Pl       | i         |                 | gi (~ ji) |
| 3SgF      |           | ŋga ~ ŋa        |           |
| 3PlF      |           | ŋgi-yo          |           |
| 3ReflSg   |           | ŋgu ~ ŋu        |           |
| 3ReflPl   |           | ŋgu-yo ~ ŋgi-yo |           |

Ex:
a. /ay kar gi/ - Ί hit them.'

b. /a kar ey/ - 'She hit me.'

c. /i kar ga/ - 'They hit him.'

#### Pronomes possesivos
No koyra chiini, os pronomes possessivos seguem a mesma forma dos pronomes usados como sujeito, aplicando regras fonológicas regulares. Exemplos com o substantivo /harme/ ("irmão") incluem:
| Categoria | koyra chiini    | tradução                   |
| --------- | --------------- | -------------------------- |
| 1Sg       | ay harme di     | meu irmão                  |
| 1Pl       | yer harme di    | nosso irmão                |
| 2Sg       | ni harme di     | teu irmão                  |
| 2Pl       | war harme di    | vosso irmão                |
| 3Sg       | a harme di      | irmão dele/dela            |
| 3Pl       | i harme di      | irmão deles/delas          |
| 3ReflSg   | ŋgu harme di    | irmão dele(a) mesmo(a)     |
| 3ReflPl   | ŋgi-yo harme di | irmão deles(as) mesmos(as) |

No sintagma nominal o possuidor pode ser seguido pela posposição possessiva /wane/ (opcional).

#### Pronomes demonstrativos
No koyra chiini, o pronome demonstrativo é representado pelo morfema /woo/, que pode significar tanto "este" quanto "aquele".
| Categoria                                   | koyra chiini | tradução                        |
| ------------------------------------------- | ------------ | ------------------------------- |
| indica proximidade/ algo ou alguém afastado | woo          | este / aquilo / estes / aqueles |

O pronome demonstrativo woo em koyra chiini sofre adaptações fonológicas quando se combina com certos substantivos. Em palavras como /gandoo/ ("este país"), /koyroo/ ("esta cidade") e /jaaroo/ ("este dia")

#### Pronomes interrogativos
Os pronomes interrogativos em koyra chiini não formam um constituinte direto com as partículas ŋa ou ŋga (pronomes pessoais). Em perguntas, como "Quem?" ou "O quê?", apenas o pronome interrogativo é usado, sem essas partículas (ex.: /maa/ para "o quê?" e /ey/ para "quem?").
| koyra chiini        | tradução |
| ------------------- | -------- |
| mey                 | quem?    |
| mise foo ~ musa foo | como?    |
| foo                 | qual?    |
| maa                 | o que?   |
| man                 | onde?    |
| saa foo             | quando?  |
| maa se              | porque?  |
| maije ~ merje       | quanto?  |

#### Pronome indefinido
A partícula foo no koyra chiini representa o numeral um e faz parte dos pronomes interrogativos, porem também é apresentado como um pronome indefinido.
| koyra chiini | tradução        |
| ------------ | --------------- |
| foo          | um              |
| boro foo     | alguém, ninguém |
| haya foo     | algo, nada      |

#### Quantificação preferida sobre pronomes
A interação entre quantificadores e pronomes em koyra chiini apresenta três leituras principais:
Partitivo – Indica uma parte de um grupo, como em "três de nós". É expresso usando uma construção com preposição locativa, como /yer kuna/ ("em nós" ou "de nós"), combinada com o substantivo quantificado. 

Ex.: /yer kuna boro hinja/ ("três pessoas de nós").
Enumerativo – Refere-se ao grupo completo quantificado. 
Ex: /yer boro hinja/ ("nós três").
Possessivo – Indica posse sobre o quantificado.

EX: /yer (wane) boro hinja/ "nossos três".
O partitivo se destaca por formar um sintagma nominal autônomo, podendo ter o sintagma preposicional locativo posicionado antes do quantificador ou ao final da frase.

### Substantivos

#### Gêneros
Em koyra chiini não há gênero gramatical, e muitos substantivos referentes a humanos não especificam sexo por padrão. Para indicar o sexo, adicionam-se os termos /har/ ("homem", "masculino") ou /woy/ ("mulher", "feminino") ao substantivo, como em /ije-har/ ("filho, menino") e /ije-woy/ ("filha, menina"), derivados de /ije/ ("criança"). Esses sufixos também são usados para diferenciar o sexo de animais. Em outras línguas Songhay, formas semelhantes distinguem espécies de plantas pelo tamanho ou forma, mas esse uso não foi registrado em koyra chiini até o momento.

#### Diminutivos em koyra chiini
O antigo sufixo diminutivo -iya sobrevive de forma limitada em algumas palavras, mantendo um uso vestigial. Ele aparece em termos como:
-/bundiye/ – "brochette" (de bundu "pau, madeira")

-/huriya/ – "canivete" (variante dialetal de huri "faca")

#### Casos gramaticais
- Caso nominativo

Em koyra chiini, não há marcação explícita de caso para distinguir sujeitos e objetos diretos. Diferente de línguas que marcam o caso (como nominativo para sujeitos e acusativo para objetos), koyra chiini usa formas idênticas para ambos os papéis sem marcações, portanto ambos podem ser considerados informalmente como estando em "caso nominativo" devido à ausência de contraste explícito.
- Caso acusativo

Assim como no inglês coloquial, pronomes podem assumir formas que não seguem rigidamente regras de caso baseadas na função sintática. Isso pode indicar flexibilidade ou neutralização das distinções entre nominativo e acusativo, especialmente em construções coordenadas ou informais.
- Caso dativo

O dativo é normalmente indicado pela posposição /se/, usada para marcar objetos indiretos (ex.: /boro di ye se/ – "para as pessoas").
Os pronomes de 1ª pessoa singular (ISg) e 2ª pessoa singular (2Sg) têm duas formas dativas:

-Forma regular: Usada em posição focalizada (preverbal): /ay se/ (ISg) e /ni se/ (2Sg).

-Forma irregular: Usada em posição pós-verbal enclítica: /ay see/ (ISg) e /ni see/ (2Sg).

Outras posposições incluem:

-/gaa/ ("em cima de"), /doo/ ("no lugar de"), /kuna/ e /la/ (locativos), /see/ ("para"- variante de /se/).

Estas posposições indicam o destinatário ou beneficiário em verbos como "dar" (noo), "mostrar" (cerbu), "dizer" (bar) e "vender" (neere).
- Caso genitivo

O genitivo em koyra chiini, embora relacionado ao dativo /see/, pode expressar posse implícita, similar ao genitivo, e  possui funções específicas no domínio possessivo, principalmente em construções envolvendo o verbo /noo/ ("dar") e expressões de posse. Assim o destinatário pode ser interpretado como possuidor do objeto transferido.

Exemplo: /noo boro see haya/– "dar a coisa para a pessoa"
 (implícito: "a coisa torna-se da pessoa").

#### Derivação nominal
- O sufixo -terey em koyra chiini é usado para formar nominais de natureza essencial, indicando estados, qualidades ou condições abstratas. Originalmente, terey significa "área ao redor de uma casa", mas como sufixo derivacional, atribui o sentido de "-dade" ou "-eza" em português, similar aos sufixos "-hood" ou "-ness" em inglês. Exemplos incluem:[51]
-/kokoy-terey/ – "liderança" (chiefhood)
-/har͜-terey/ – "masculinidade" (manhood)
-/alhaasidi-terey/ – "egocentrismo" (self-centeredness)
-/taawo-terey/ – "novidade" (newness)
Esse sufixo amplia o significado da palavra base, criando substantivos abstratos relacionados à essência ou estado de algo.[51]

- O sufixo -jeŋey em koyra chiini é usado para formar substantivos que expressam "falta de X", onde X é o termo base. Ele geralmente descreve condições graves e duradouras, como problemas ecológicos ou econômicos. Exemplos incluem:[58]
-/njerfu-jeqey/ – "falta de dinheiro", "pobreza", "crise econômica"
-/hari-jeŋey/ – "falta de água", "aridez", "seca"

- O substantivo noŋgu ("lugar") em koyra chiini é amplamente usado como sufixo composto para criar termos que indicam locais associados a uma ação ou objeto. Esse sufixo combina-se tanto com substantivos quanto com raízes verbais, formando palavras que descrevem lugares específicos relacionados a determinada função ou atividade. Exemplos incluem:[59]
-/waafak-oy-noŋgu/ – "lugar de acordo" (agreement place)
-/wiri-noŋgu/ – "lugar de excremento" (excrement place)
-/kani-noŋgu/ – "lugar para dormir" (sleeping place)

#### Reduplicação de substantivos em koyra chiini
A reduplicação não é um processo comum com substantivos em koyra chiini, mas quando ocorre, carrega significados específicos, principalmente de valor distributivo. Raízes bissilábicas são as mais favorecidas.
Reduplicação com valor distributivo (indica pluralidade ou dispersão):

-/guuru-guuru/ – "peças de reposição" (guuru "(pedaço de) metal")

-/jiibi-jiibi/ – "manchas sujas" (jiibt "sujeira")

-/jombu-jombu/ – "fragmentos, detritos" (jombu "grãos quebrados")
Reduplicações fossilizadas (formas sem raiz simples atestada):

-/bitibiti/ – "névoa"

-/kusukusu/ – "cuscuz"

-/toŋgotoŋgo/ – "arco (arma)"

### Adjetivos
Os adjetivos podem ser definidos sintaticamente como elementos que ocorrem imediatamente após um substantivo lexical (como núcleo do NP), podendo preceder um numeral, se presente. Muitos adjetivos comuns são derivados de verbos intransitivos de qualidade adjetiva, como /jeen/ (ser velho), que forma o adjetivo /jeen-o/ com o sufixo "-o", um sufixo muito comum, embora haja variação lexical. Outra classe de adjetivos sintáticos são os ordinais em "-nte" (derivados de numerais) e os particípios (derivados de verbos, raramente de substantivos). Exemplos incluem /hiŋka-nte/ (segundo), /albarka-nte/ (poderoso) e /tey-nte/ (molhado). Quando um adjetivo aparece sem um substantivo, ele pode funcionar como núcleo do NP, recebendo um prefixo absoluto, que preenche uma posição vazia de "substantivo". Esse prefixo é "i-".
Na língua koyra chiini os adjetivos para expressar grande e pequeno são /beer/- "grande" e /keyna/ -"pequeno" e geralmente ocorrem com termos parentais para produzir
expressões que denotam tios e tias paralelos, especificados para antiguidade em relação ao
pai ou à mãe, como em /baa-beer/ 'grande pai' (=irmão mais velho do pai) e /ñaa-keyna/
'little mother' (=irmã mais nova da mãe)

#### Reduplicação de adjetivos em koyra chiini
Como muitos adjetivos derivam de verbos intransitivos, eles podem ser reduplicados com valor distributivo ou de intensidade, como /dumb-o-dumb-o/ – "escasso (em pedaços)" e  /mooso-mooso/ – "devagar, suavemente"

### Verbos

#### Conjugação
Na língua koyra chiini, a conjugação verbal não é fortemente marcada. O sujeito é indicado pelo pronome pessoal, enquanto o verbo permanece em sua forma básica, sem modificações ligadas à pessoa ou ao número. Além disso, o objeto aparece como complemento na estrutura da frase. Não há distinção de gênero nos pronomes pessoais sujeitos, e a flexão verbal ocorre apenas para marcar o tempo (passado ou futuro), sem variações relacionadas ao sujeito. Ex:

/ay kar gi/ - ("Eu bati neles") 

/a kar ey/ - ("Ela me bateu")

/i kar ga/ - ("Eles bateram nele")

/a kar ga/ - ("Ele bateu nela")

#### Tempo e aspecto verbal
o tempo verbal do koyra chiini é expressado principalmente por meio de distinções aspectuais, em especial entre o perfectivo (não marcado) e o imperfectivo (representado por o / go). Além disso, há diversos mecanismos que indicam tempo futuro, habitualidade e duratividade.
O imperfectivo (o ~ go) indica ações em andamento, estados contínuos ou eventos repetitivos.

O perfectivo (sem marcação específica) é usado para eventos concluídos e ações pontuais na narrativa.

Em contextos narrativos, há alternância entre perfectivo e imperfectivo:

Perfectivo → ações pontuais e eventos em primeiro plano.

Imperfectivo → pano de fundo narrativo, ações durativas ou sobrepostas.
O futuro pode ser expresso com o morfema preverbal /ta/, que ocorre entre o imperfectivo /o/~/go/ ou sua forma negativa /si/ e o verbo principal.

/ta/ é compatível com diferentes graus de futuridade: futuro próximo, futuro distante, potencialidade hipotética ou contextos irreais ou condicionais.
No koyra chiini temos o presentativo /gaa/, que é sempre imperfectivo e enfatiza a percepção imediata de um evento.
Ele pode substituir /o/ ~ /go/ e aparece frequentemente com /kaa/ ("vir").

Exemplo: /a gaa kaa/ "here she comes"
Na língua koyra chiini existem verbos de movimento e tempo do dia. Verbos como /kaa/ ("vir") e /koy/ ("ir") aparecem frequentemente em construções seriais sem o infinitivo usual /ka/.
Certos verbos indicam ações em momentos específicos do dia, podendo ser combinados com um infinitivo ou uma cláusula imperfectiva:

/biyaa/ ("de manhã cedo").

/hanna/ ("passar a noite fazendo algo").

/hoy/ ("ao meio-dia").

#### Modo
Na língua koyra chiini, o modo indicativo é usado para expressar declarações factuais e eventos concretos.
 O modo subjuntivo expressa desejos, intenções, possibilidades e contextos irreais. 
O modo imperativo expressa uma ordem, é restrito à segunda pessoa e ocorre apenas na forma afirmativa. Para expressar imperativos negativos, utilizam-se construções idênticas às do subjuntivo negativo. 
O modo condicional é marcado por /nda/ no início da oração antecedente ('se...'). Além dos condicionais usuais com /nda/, há um tipo enfático equivalente a "mesmo que..." ou "não importa se...", introduzido por /wala/, esse uso decorre da função disjuntiva de /wala/ ("ou", "seja...").
 As combinações no modo optativo ocorrem pela partícula /yela/ ("tomara", "esperançosamente"),compatível com o verbo "ser", expressando desejos, vontades e esperanças.
 O termo "bara" tem ênfase na modalidade epistêmica, que expressa uma certeza ou probabilidade sobre uma afirmação. Frequentemente, é precedido por expressões que indicam certeza epistemológica, como "laabudda" (definitivamente) ou juramentos islâmicos, como "wallaahi" (por Deus). Nessas construções, o foco modal recai sobre essas expressões anteriores, que transmitem o grau de certeza.

A modalidade deôntica, abrange sentidos desiderativos, obrigacionais e purposivos. O uso deôntico do subjuntivo está presente nos verbos /nan/ (‘deixar’), /yedda/ (‘consentir’) e /jendi/ (‘impedir’, ou seja, ‘não deixar’) indicando a intenção e a regulação da ação futura.
| Modo        | Marcação | Exemplo                                                                        | Tradução                                                                                            |
| ----------- | --- | ------------------------------------------------------------------------------ | --------------------------------------------------------------------------------------------------- |
| Indicativo  | -perfectivo: sem marcação explícita -imperfectivo: o ~ go -perfectivo negativo: na -imperfectivo negativo: si        | -yer guna gi -yer o guna gi -yer na guna gi -yer si guna gi                    | -Nós vimos eles -Nós os vemos -Nós não os vimos -Nós não os vemos                                   |
| Subjuntivo  | -subjuntivo: ma -subjuntivo negativo: ma si                                                                          | -yer ma guna gi yer ma si guna gi                                              | -(Nós) podemos vê-los -(Nós)podemos não vê-los                                                      |
| Imperativo  | -imperativo 2Sg: zero -imperativo negativo 2Sg: ma si -imperativo 2Pl: wo imperativo negativo 2Pl: wor (~ war) ma si | -kaa nee! -ma si koy! -wo kaa nee! -wor ma si koy!                             | -Venha aqui! (Sg) -Não vá! (Sg) -Venha aqui! (Pl) -Não vá! (Pl)                                     |
| Condicional | nda; wala | -nda ni či woy wala ni či har -nda a gar baana na kar bii, yer ο bun nda koron | -Seja você uma mulher ou (você é) um homem -Se não tivesse chovido ontem, teríamos morrido de calor |
| Optativo    | yela | yela a ma či sukal                                                             | Esperemos que seja açúcar                                                                           |
| Epistêmico  | bara | wallaahi bara, yer gey-nda woo činne baana                                     | Por Deus, certamente já faz tempo que não chove assim                                               |
| Deôntico    | nan; yedda; jendi | ay nan i koy                                                                   | Eu permiti que eles fossem                                                                          |

#### Evidencialidade
Na língua koyra chiini, a evidencialidade é marcada na distinção entre relatos de segunda mão e experiências diretas. O falante emprega estratégias evidenciais para indicar diferentes graus de acesso à informação. O relato pode ser baseado exclusivamente em informações de terceiros, sem experiência direta do falante; ou o falante pode ter experiência visual com seres semelhantes, mas não com o ser específico mencionado, marcando uma evidencialidade baseada em percepção indireta. Isso demonstra como a língua diferencia entre conhecimento adquirido por testemunho e conhecimento baseado na própria observação.

#### Vozes verbais
Na língua koyra chiini, a voz ativa tende a favorecer sujeitos animados. Construções transitivas com sujeitos inanimados atuando sobre objetos animados, ocorrem quando o referente inanimado é representado como um agente ativo. Os exemplos mais claros envolvem doenças e aflições, que podem ser expressas na estrutura "X aflige Y", onde X representa a doença e Y a vítima. Os verbos mais usados nesse tipo de construção são /duu/ (‘pegar, atingir’) e /din/ (‘tomar, agarrar’).
Já na voz passiva é expressa principalmente por meio de construções intransitivas derivadas de verbos transitivos, funcionando como um passivo sem agente explícito (mediopassivo). O sufixo -ndi transforma verbos transitivos em formas mediopassivas, como  /ŋaa-ndi/ (‘ser comido, ser comestível’).

O mediopassivo cobre diferentes interpretações aspectuais:

Evento individual (o chá será servido agora),

Resultativo (o presente foi dado),

Potencial (a montanha é visível).
Ex:
| verbo no koyra chiini | tradução      | mediopassivo | glossário                  |
| --------------------- | ------------- | ------------ | -------------------------- |
| dey                   | comprar       | dey-ndi      | "ser comprado, para venda" |
| duu                   | obter, ganhar | duu-ndi      | "ser obtido, disponível"   |
| guna                  | ver           | guna-ndi     | "ser visto, ser visível"   |

#### Derivação verbal
Na língua koyra chiini, a derivação verbal pode indicar movimento em direção ao centro dêitico por meio do sufixo -kate. Esse sufixo é frequentemente associado a verbos de movimento, como /yee-kate/ (‘voltar aqui’), derivado de /yee/ (‘retornar, voltar’). Outros exemplos incluem /too-kate/ (‘chegar aqui’), /maan-kate/ (‘aproximar-se daqui’) e /kabey-kate/ (‘trazer de volta’). Quando o verbo base não expressa movimento ou denota um deslocamento não centrípeto, -kate assume o significado de [verbo] 'vir'.

#### Reduplicação verbal
Na língua koyra chiini, a reduplicação verbal indica iteração ou prolongação da ação, embora não seja muito comum. Ela ocorre principalmente com verbos que expressam ações físicas simples ou eventos que podem formar sequências padronizadas. Os verbos de dois sílabas são os mais propensos à reduplicação, assim como ocorre com substantivos e adjetivos.

Os exemplos incluem:
Ações repetitivas ou prolongadas: /bere-bere/ (‘derramar chá de um lado para outro’), /dumbu-dumbu/ (‘bater o coração’), /haw-haw/ (‘amarrar tudo’), /jamna-jamna/ (‘distribuir’), /waŋga-waŋga/ (‘andar em círculos’).
Estados distributivos ou intensivos: /duŋgu-duŋgu/ (‘estar morno por inteiro’), /kara-kara/ (‘ser amarelo por completo’).
Formas fixas quadrissilábicas que ocorrem apenas na forma reduplicada: /kotokoto/ (‘tossir’), /kulikuli/ (‘embrulhar’), /petepete/ (‘ser grande demais’).

### Sentenças

#### Sintaxe
A língua koyra chiini é descrita como nominativa-acusativa, e sua estrutura básica nas sentenças segue a ordem SVO (sujeito-verbo-objeto), com a sequência:

Sujeito NP - Marcação de modo, Aspecto e Negação (MAN) - Verbo - Outros constituintes.

Ex: /a guna ni doodi/ - 'Ele (ela) viu você lá' (na forma literal é igual)
A posição MAN pode conter elementos como o aspecto imperfeito, negação, ou ser nula (interpretada como perfectiva positiva, comum em narrativas no passado). O objeto direto segue o verbo, podendo ser um pronome ou um NP completo. Modificadores adverbiais e preposicionais aparecem após o objeto, mas a ordem pode variar por fatores sintáticos e discursivos.

Marcação de foco e tópico:

Tópico: NPs marcados como tópico geralmente são externos à sentença, mas ocasionalmente podem ser tratados como sujeitos.
Focalização do sujeito: Quando o sujeito é focalizado, o morfema ŋga é inserido entre o sujeito e o restante da sentença. Sem ele, não há indicação de foco no sujeito.
Focalização de outros constituintes: O constituinte focalizado é extraído para a posição inicial e recebe o morfema na antes do sujeito NP. Esse padrão é comum em perguntas WH e suas respostas.
Além disso, o sistema de focalização distingue claramente entre foco no sujeito e foco em outros elementos.

#### Tipos de predicado
Na língua koyra chiini os predicados podem ser classificados em 4 tipos:

-Equacional (/či/ - 'ser'), Identificacional (/nono/ - 'isso é'): apresentam uma relação de identidade/identificação

-Locacional (/goo/ - ‘estar em um lugar’ e /sii/ - ‘não estar em um lugar’): funcionam para indicar a presença ou ausência de algo em um local específico.

-Existencial e Impessoal (/bara/ - ‘haver’, ‘existir’): expressar existência

-Possessivo (/mey/ - ‘ter, possuir’ e /duu/ - ‘conseguir, obter, ganhar’): refletem nuances na maneira como a posse e aquisição são expressas na língua

#### Comparativa
No koyra chiini, as construções comparativas são frequentemente expressas com o verbo /bisa/ ('passar'). No sentido de movimento, /bisa/ pode ser usado intransitivamente ou com uma preposição (/ga/, 'por') e em comparações, /bisa/ expressa superioridade, funcionando como 'ser melhor que' ou 'ser mais que'.
Outra construção comparativa em koyra chiini envolve uma oração simples seguida por uma frase com /nda/ ('com'), usada com verbos que expressam qualidades adjetivais e enfatiza a comparação direta entre os dois elementos.
Outra opção para expressar comparação envolve a negação na oração principal combinada com uma oração subordinada no infinitivo, utilizando o verbo /too/ ("atingir, menos que"), e o verbo usado em comparações igualitárias é /sawa/ ("ser igual"), por ser intransitivo, pode aparecer sozinho na sentença, sem necessidade de complemento direto.
| sentença no koyra chiini | tradução                    | literalmente            |
| ------------------------ | --------------------------- | ----------------------- |
| /no-o bisa a ga/         | Você é melhor do que isso   | Você passa isso por     |
| /a boori nda͜ ay/         | Ela é mais bonita do que eu | Ela é bonita com eu     |
| /ay si ŋaa ka too ga/    | Eu como menos que ele       | Eu não como atingir ele |
| /yer o sawa jiiri/       | Nós temos a mesma idade     | Nós somos igual idade   |

#### Negativa
As sentenças negativas em koyra chiini envolvem diferentes morfemas de negação, dependendo do tipo de verbo e da estrutura da frase. O marcador negativo /si/, frequentemente indica negação imperfectiva (ImpfNeg si), ou seja, a negação de uma ação contínua ou habitual. O morfema /sii/ é a forma negativa do verbo locacional /goo/ ("estar, existir"), significando "não estar, estar ausente". Já o /na/ é o marcador negativo principal em sentenças perfeitivas ou assertivas.
| sentença no koyra chiini    | tradução                         | literalmente                    |
| --------------------------- | -------------------------------- | ------------------------------- |
| /haya foo si filla duu ga/  | Nada poderá afligi-lo novamente. | Coisa uma não de novo pegar ele |
| /hew si͜i a ra/              | Não há vento                     | Vento não está lá               |
| /hambur kul na hirow ay ra/ | Nenhum medo entrou em mim        | Medo todo não entrou eu dentro  |

#### Condicional
As construções condicionais no koyra chiini geralmente seguem a estrutura de um antecedente ("se...") introduzido por /nda/ e um consequente ("então..."). O antecedente pode ser traduzido como "se..." ou "quando...", e o consequente pode começar com expressões como /saa di/ ("então"). A particula /wala/  ("ou") é muito usada neste tipo de sentença.
| sentença no koyra chiini                | tradução                                   | literalmente                                 |
| --------------------------------------- | ------------------------------------------ | -------------------------------------------- |
| /nda ma na či͜ assajaa/                  | Se você não é um herói                     | Se você não é herói                          |
| /nda haya nono kaa no-o bey jaa saa di/ | Se é algo que você sabe, a partir de então | Se coisa está relativo você sabe desde então |
| /nda ni či woy wala ni či har/          | Se você é uma mulher ou você é um homem    | Se você é mulher ou você é homem             |

#### Interrogativas
As sentenças interrogativas no koyra chiini utilizam WH-interrogativos, que geralmente são frontalizados e aparecem em construções de foco de sujeito ou não sujeito. Os interrogativos como quem?, o quê?, onde?, quando? e como? costumam aparecer no início da sentença.  Palavras como /foo/ ("qual?") e /merje/ ("quantos?") podem permanecer na posição original na sentença (não no início). Em frases subordinadas, palavras interrogativas são substituídas por um NP genérico indefinido seguido de uma oração relativa, por exemplo, "quem?" se torna "uma pessoa que..." e "o quê?" vira "uma coisa que...".
| sentença no koyra chiini             | tradução                  | literalmente                       |
| ------------------------------------ | ------------------------- | ---------------------------------- |
| /mey ŋga sii nee?/                   | Quem não está aqui?       | Quem? [foco] não está aqui         |
| /man na ni hun ?/                    | De onde você veio?        | De onde? [foco] você saiu          |
| /farka foo na n dey/                 | Qual burro você comprou?  | Burro qual? [foco] você comprou    |
| /gurumba merje na yee hima ka jow ?/ | Quantas peças devo levar? | Peça quantas? [foco] eu devo levar |
| /ay si bey bor kaa koy/              | Eu não sei quem foi       | Eu não sei a pessoa que foi        |

## Vocabulário
Abaixo vemos um trecho da bíblia escrito com o alfabeto latino e árabe e sua tradução para o português.
| koyra chiini (alfabeto latino) | Woo ci Isa Almasihu Yerkoy Ijedi wane Allinjildi sintidi. A ci sanda misedi ka na a hantumndi Annabiidiyo Kitabdiyo kuna: Guna, ay ga sanba ni jine ay diyadi. A ta hinsa ni fondodi. Jinde foo go kaati ganjidi ra: Wa hinsa Sandi fondodi. Wa tenjendi nga bisa doodiyo. Yehiya bangay ganjidi ra, a bara ka batize. A waaju ka har: Wa tuubi hala war junubuyo ma yaafandi war se. Wa batizendi. Žude ganda bobodi nda Žeruzalem koyradi borodiyo kul koy nga do. Saa ka i yadda ka nguyo ci junubunteyo, Yehiya batize ngi kul Žurden isadi ra. Yehiya bara ka dam yoo hanbir derbe. A go hawkuna nda kuuru ka go nga tinji. A si ŋaa bara tanganbara nda ganji yuu. A waaju a har: Amma woodi ka go kaa ay banda bisa ay. Ay si hima nda wala ka gunkuma ka fer nga taamdiyo korfodi. Ay ta go batize war nda hari, amma a ta batize war nda Hunde-Henenodi. Alwakati woodiyo ra Isa kaa ka hun Nazareti Galile gandadi ra. Yehiya batize ga Žurden isadi ra.Saadi ka na a fatta haridi ra, a guna beenediyo fer, Hunde-Henenodi junbu a ga sanda guba himaray. Jinde foo momndi ka hun beenediyo ra ka har: Ni nga ci ay ijedi ka ci ay bine-baakoy, ka go hinsa ka yajab ay. Saadi hinne Hunde-Henenodi sanba Isa ganjidi ra. A goro dooti jirbi woytaaci. Albiliisi go taasi ka hoondi ga. Isa nda ganji-adabbadiyo nga cindi nda cere. Almalaykadiyo go kaadim ga. Saadi ka Yehiya dinndi kasa, Isa koy Galile ka waaju nda Yerkoy kokoyteraydi Allinjildi. A cindi ka har: Alwakatidi too, Yerkoy kokoyteraydi man. Wa tuubi, war ma naanay Allinjildi. A go hanga Galile isa-berdi cesudi hala a guna Simon nda ngu harmedi Andire. I go warra taari isadi kuna, haya ka se i ci hookoyyo. Isa har i se: Wa hanga ay, ye ta dam war nda boro hookoyyo. Saadi hinne i fur ngiyo taaridiyo, i hanga ga. Saadi ka i mor haya kayna, a guna Žaki, Zebede ijedi, nda Yehiya nga harmedi, ka go hii foo kuna, i hinsa taariyo. Saadi hinne a kaati gi, i nan ngiyo baba Zebede hiidi kuna, nga nda goykoydiyo, de i hanga Isa. Nga nda ngi hirow Kapernahum koyradi kuna. Hinjam-jaaridi han, Isa jina ka hirow caw-huudi kuna ka cawndi. I taajab nda nga cawndidi, haya ka se a cawndidi go may hinay, a na ci sanda ašara-bayraykoydiyo cille.Har foo garndi ngi caw-huudi ra ka ga na šaytan laalo go, ka go wurru ka har: Ma na n'o anniya yer se, Isa Nazareti boro? Ni kaa ta halaci yer. Ay go bay ka ni ci Yerkoy Boro Henenodi. |
| koyra chiini (alfabeto árabe)  | كِتَابُ مِيلَادِ يَسُوعَ ٱلْمَسِيحِ ٱبْنِ دَاوُدَ ٱبْنِ إِبْراهِيمَ:إِبْراهِيمُ وَلَدَ إِسْحاقَ. وَإِسْحاقُ وَلَدَ يَعْقُوبَ. وَيَعْقُوبُ وَلَدَ يَهُوذَا وَإِخْوَتَهُ.وَيَهُوذَا وَلَدَ فَارِصَ وَزَارَحَ مِنْ ثَامَارَ. وَفَارِصُ وَلَدَ حَصْرُونَ. وَحَصْرُونُ وَلَدَ أَرَامَ.وَأَرَامُ وَلَدَ عَمِّينَادَابَ. وَعَمِّينَادَابُ وَلَدَ نَحْشُونَ. وَنَحْشُونُ وَلَدَ سَلْمُونَ.وَسَلْمُونُ وَلَدَ بُوعَزَ مِنْ رَاحَابَ. وَبُوعَزُ وَلَدَ عُوبِيدَ مِنْ رَاعُوثَ. وَعُوبِيدُ وَلَدَ يَسَّى.وَيَسَّى وَلَدَ دَاوُدَ ٱلْمَلِكَ. وَدَاوُدُ ٱلْمَلِكُ وَلَدَ سُلَيْمَانَ مِنَ ٱلَّتِي لِأُورِيَّا.وَسُلَيْمَانُ وَلَدَ رَحَبْعَامَ. وَرَحَبْعَامُ وَلَدَ أَبِيَّا. وَأَبِيَّا وَلَدَ آسَا.وَآسَا وَلَدَ يَهُوشَافَاطَ. وَيَهُوشَافَاطُ وَلَدَ يُورَامَ. وَيُورَامُ وَلَدَ عُزِّيَّا.وَعُزِّيَّا وَلَدَ يُوثَامَ. وَيُوثَامُ وَلَدَ أَحَازَ. وَأَحَازُ وَلَدَ حِزْقِيَّا.وَحِزْقِيَّا وَلَدَ مَنَسَّى. وَمَنَسَّى وَلَدَ آمُونَ. وَآمُونُ وَلَدَ يُوشِيَّا.وَيُوشِيَّا وَلَدَ يَكُنْيَا وَإِخْوَتَهُ عِنْدَ سَبْيِ بَابِلَ.وَبَعْدَ سَبْيِ بَابِلَ يَكُنْيَا وَلَدَ شَأَلْتِئِيلَ. وَشَأَلْتِئِيلُ وَلَدَ زَرُبَّابِلَ.وَزَرُبَّابِلُ وَلَدَ أَبِيهُودَ. وَأَبِيهُودُ وَلَدَ أَلِيَاقِيمَ. وَأَلِيَاقِيمُ وَلَدَ عَازُورَ.وَعَازُورُ وَلَدَ صَادُوقَ. وَصَادُوقُ وَلَدَ أَخِيمَ. وَأَخِيمُ وَلَدَ أَلِيُودَ.وَأَلِيُودُ وَلَدَ أَلِيعَازَرَ. وَأَلِيعَازَرُ وَلَدَ مَتَّانَ. وَمَتَّانُ وَلَدَ يَعْقُوبَ.وَيَعْقُوبُ وَلَدَ يُوسُفَ رَجُلَ مَرْيَمَ ٱلَّتِي وُلِدَ مِنْهَا يَسُوعُ ٱلَّذِي يُدْعَى ٱلْمَسِيحَ.فَجَمِيعُ ٱلْأَجْيَالِ مِنْ إِبْراهِيمَ إِلَى دَاوُدَ أَرْبَعَةَ عَشَرَ جِيلًا، وَمِنْ دَاوُدَ إِلَى سَبْيِ بَابِلَ أَرْبَعَةَ عَشَرَ جِيلًا، وَمِنْ سَبْيِ بَابِلَ إِلَى ٱلْمَسِيحِ أَرْبَعَةَ عَشَرَ جِيلًا.أَمَّا وِلَادَةُ يَسُوعَ ٱلْمَسِيحِ فَكَانَتْ هَكَذَا: لَمَّا كَانَتْ مَرْيَمُ أُمُّهُ مَخْطُوبَةً لِيُوسُفَ، قَبْلَ أَنْ يَجْتَمِعَا، وُجِدَتْ حُبْلَى مِنَ ٱلرُّوحِ ٱلْقُدُسِ.فَيُوسُفُ رَجُلُهَا إِذْ كَانَ بَارًّا، وَلَمْ يَشَأْ أَنْ يُشْهِرَهَا، أَرَادَ تَخْلِيَتَهَا سِرًّا.وَلَكِنْ فِيمَا هُوَ مُتَفَكِّرٌ فِي هَذِهِ ٱلْأُمُورِ، إِذَا مَلَاكُ ٱلرَّبِّ قَدْ ظَهَرَ لَهُ فِي حُلْمٍ قَائِلًا: «يَا يُوسُفُ ٱبْنَ دَاوُدَ، لَا تَخَفْ أَنْ تَأْخُذَ مَرْيَمَ ٱمْرَأَتَكَ. لِأَنَّ ٱلَّذِي حُبِلَ بِهِ فِيهَا هُوَ مِنَ ٱلرُّوحِ ٱلْقُدُسِ.فَسَتَلِدُ ٱبْنًا وَتَدْعُو ٱسْمَهُ يَسُوعَ. لِأَنَّهُ يُخَلِّصُ شَعْبَهُ مِنْ خَطَايَاهُمْ».وَهَذَا كُلُّهُ كَانَ لِكَيْ يَتِمَّ مَا قِيلَ مِنَ ٱلرَّبِّ بِٱلنَّبِيِّ ٱلْقَائِلِ:«هُوَذَا ٱلْعَذْرَاءُ تَحْبَلُ وَتَلِدُ ٱبْنًا، وَيَدْعُونَ ٱسْمَهُ عِمَّانُوئِيلَ» ٱلَّذِي تَفْسِيرُهُ: ٱللهُ مَعَنَا.فَلَمَّا ٱسْتَيْقَظَ يُوسُفُ مِنَ ٱلنَّوْمِ فَعَلَ كَمَا أَمَرَهُ مَلَاكُ |
| Tradução em português          | Esta é a lista dos antepassados de Jesus Cristo, descendente de Davi, que era descendente de Abraão. Abraão foi pai de Isaque, Isaque foi pai de Jacó, e Jacó foi pai de Judá e dos seus irmãos. Judá foi pai de Peres e de Zera, e a mãe deles foi Tamar. Peres foi pai de Esrom, que foi pai de Arão. Arão foi pai de Aminadabe, que foi pai de Nasom, que foi pai de Salmom. Salmom foi pai de Boaz, e a mãe de Boaz foi Raabe. Boaz foi pai de Obede, e a mãe de Obede foi Rute. Obede foi pai de Jessé, que foi pai do rei Davi. Davi e a mulher que tinha sido esposa de Urias foram os pais de Salomão. Salomão foi pai de Roboão, que foi pai de Abias, que foi pai de Asa. Asa foi pai de Josafá, que foi pai de Jorão, que foi pai de Uzias. Uzias foi pai de Jotão, que foi pai de Acaz, que foi pai de Ezequias. Ezequias foi pai de Manassés, que foi pai de Amom, que foi pai de Josias. Josias foi pai de Jeconias e dos seus irmãos, no tempo em que os israelitas foram levados como prisioneiros para a Babilônia. Depois que o povo foi levado para a Babilônia, Jeconias foi pai de Salatiel, que foi pai de Zorobabel. Zorobabel foi pai de Abiúde, que foi pai de Eliaquim, que foi pai de Azor. Azor foi pai de Sadoque, que foi pai de Aquim, que foi pai de Eliúde. Eliúde foi pai de Eleazar, que foi pai de Matã, que foi pai de Jacó. Jacó foi pai de José, marido de Maria, e ela foi a mãe de Jesus, chamado Messias. Assim, houve catorze gerações desde Abraão até Davi, e catorze, desde Davi até que os israelitas foram levados para a Babilônia. Daí até o nascimento do Messias, também houve catorze gerações. O nascimento de Jesus Cristo foi assim: Maria, a sua mãe, ia casar com José. Mas antes do casamento ela ficou grávida pelo Espírito Santo. José, com quem Maria ia casar, era um homem que sempre fazia o que era direito. Ele não queria difamar Maria e por isso resolveu desmanchar o contrato de casamento sem ninguém saber. Enquanto José estava pensando nisso, um anjo do Senhor apareceu a ele num sonho e disse: — José, descendente de Davi, não tenha medo de receber Maria como sua esposa, pois ela está grávida pelo Espírito Santo. Ela terá um menino, e você porá nele o nome de Jesus , pois ele salvará o seu povo dos pecados deles. Tudo isso aconteceu para se cumprir o que o Senhor tinha dito por meio do profeta: “A virgem ficará grávida e terá um filho que receberá o nome de Emanuel.” (Emanuel quer dizer “Deus está conosco”) Quando José acordou, fez o que o anjo do Senhor havia mandado e casou com Maria. |

#### Expressões no koyra chiini
No koyra chiini várias expressões podem ser formadas com a combinação de palavras. Abaixo estão apresentadas uma lista de expressões usadas na língua, e algumas palavras em koyra chiini. O vocabulário básico no koyra chiini consiste principalmente em substantivos, em vez de verbos. Ele inclui termos biológicos e culturais, com destaque para nomes de animais (fauna)
| koyra chiini | português                          |
| ------------ | ---------------------------------- |
| moreyda      | agora (imediato)                   |
| hõõ          | hoje; hoje em dia                  |
| bii          | ontem; o dia anterior              |
| bii foo      | anteontem; alguns dias atrás       |
| suba         | amanhã; no dia seguinte            |
| subasii      | depois de amanhã; dois dias depois |
| čijoo        | essa noite                         |
| jiiroo       | este ano                           |
| manna        | ano passado                        |
| manna foo    | ano retrasado, alguns anos atrás   |
| yeesi        | próximo ano                        |
| biyaa        | ir de manhã cedo                   |
| hoy          | gastar as horas do meio-dia        |
| gulli        | chegar ou retornar à noite         |
| woyme, woyma | ir ou chegar à tarde               |
| hanna        | ficar acordado até tarde           |

| koyra chiini | português                       |
| ------------ | ------------------------------- |
| dukur        | ficar bravo                     |
| hemme        | sentir triste                   |
| tujur        | sentir dor (mental ou física)   |
| ñaali        | ser alegre                      |
| nimsi        | sentir arrependimento           |
| čẽse         | ficar com ciúmes                |
| bibi-ndi     | sentir-se exasperado, frustrado |
| tammahaa     | ser esperançoso                 |
| fuuye        | ser preguiçoso                  |
| mey lakal    | ser inteligente                 |
| neeri        | pessoa estúpida                 |

| koyra chiini         | sentido literal            | português                        |
| -------------------- | -------------------------- | -------------------------------- |
| a bine kaan          | o coração dele estava doce | ele estava feliz, satisfeito     |
| a bine baa           | seu coração se partiu      | ele estava desanimado, devastado |
| a bine nun           | seu coração foi embora     | ele perdeu a esperança           |
| a goo jaari boyro ra | ele está em um bom dia     | ele está se sentindo bem (hoje)  |
| a goo jaari futu ra  | ele está em um dia ruim    | ele está se sentindo mal (hoje)  |

| koyra chiini | português               |
| ------------ | ----------------------- |
| harme        | irmão                   |
| woyme        | irmã                    |
| beere        | irmão(ã) mais velho(a)  |
| keyna        | irmão(ã) mais novo(a)   |
| baaba, baba  | pai                     |
| baa beer     | irmão mais velho do pai |
| baa keyna    | irmão mais novo do pai  |
| ñaa          | mãe                     |
| ñaa beer     | irmã mais velha da mãe  |
| ñaa keyna    | irmã mais nova da mãe   |
| hasey        | irmão da minha mãe      |
| hawey        | irmã do meu pai         |
| ije-har      | filho                   |
| ije- woy     | filha                   |
| tuba-har     | sobrinho                |
| tuba- woy    | sobrinha                |
| kuñe         | marido                  |
| wande        | esposa                  |
| hanjire      | sogro                   |
| feŋge        | cunhado                 |

| koyra chiini | português                       |
| ------------ | ------------------------------- |
| tuuri        | árvore, planta lenhosa; madeira |
| subu         | grama, erva                     |
| addabba      | animal                          |
| birmey       | animal doméstico                |
| hari-ham     | peixe                           |
| čirow        | pássaro                         |
| ganda-korfo  | cobra                           |

#### Números
Os numerais no koyra chiini são usados como adjetivos modificadores ou núcleos de NPs em contagem, podendo exigir um prefixo absoluto. Eles não funcionam como verbos.
| koyra chiini | português     |
| ------------ | ------------- |
| foo          | um            |
| hiŋka        | dois          |
| hinja        | três          |
| taači        | quatro        |
| guu          | cinco         |
| iddu         | seis          |
| iiye         | sete          |
| yaaha        | oito          |
| yagga        | nove          |
| woy          | dez           |
| waraŋka      | vinte         |
| waranja      | trinta        |
| woy-taači    | quarenta      |
| joŋgu        | cem           |
| joŋgu guu    | cento e cinco |
| jember       | mil           |
| jember foo   | mil e um      |
| milyõ        | milhão        |